# Rajd Grecji
Rajd Akropolu (oficjalnie Acropolis Rally of Greece) – rajd samochodowy organizowany obecnie w środkowej Grecji w okolicach miasta Lamia. Trasa ma od około 1200 km do nawet 1600 km podzielonych na odcinki specjalne i łączące je odcinki dojazdowe.
Rajd odbywa się od 1951 roku, a eliminacją Rajdowych Mistrzostw Świata jest od 1973 roku. Odbywa się na nawierzchniach szutrowych, zazwyczaj w czerwcu. W latach 2014–2016 jest to runda Rajdowych Mistrzostw Europy.
Rekordową liczbę zwycięstw w rajdzie Akropolu ma Colin McRae. Wygrał ten rajd 5 razy, po raz pierwszy w 1996 roku, po raz ostatni w 2002 roku.

## Zwycięzcy

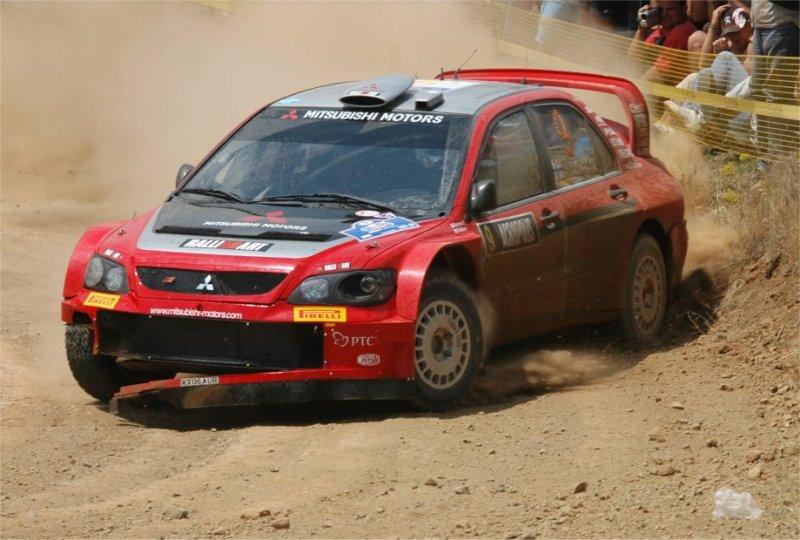
Harri Rovanperä podczas Rajdu Akropolu w 2005 roku

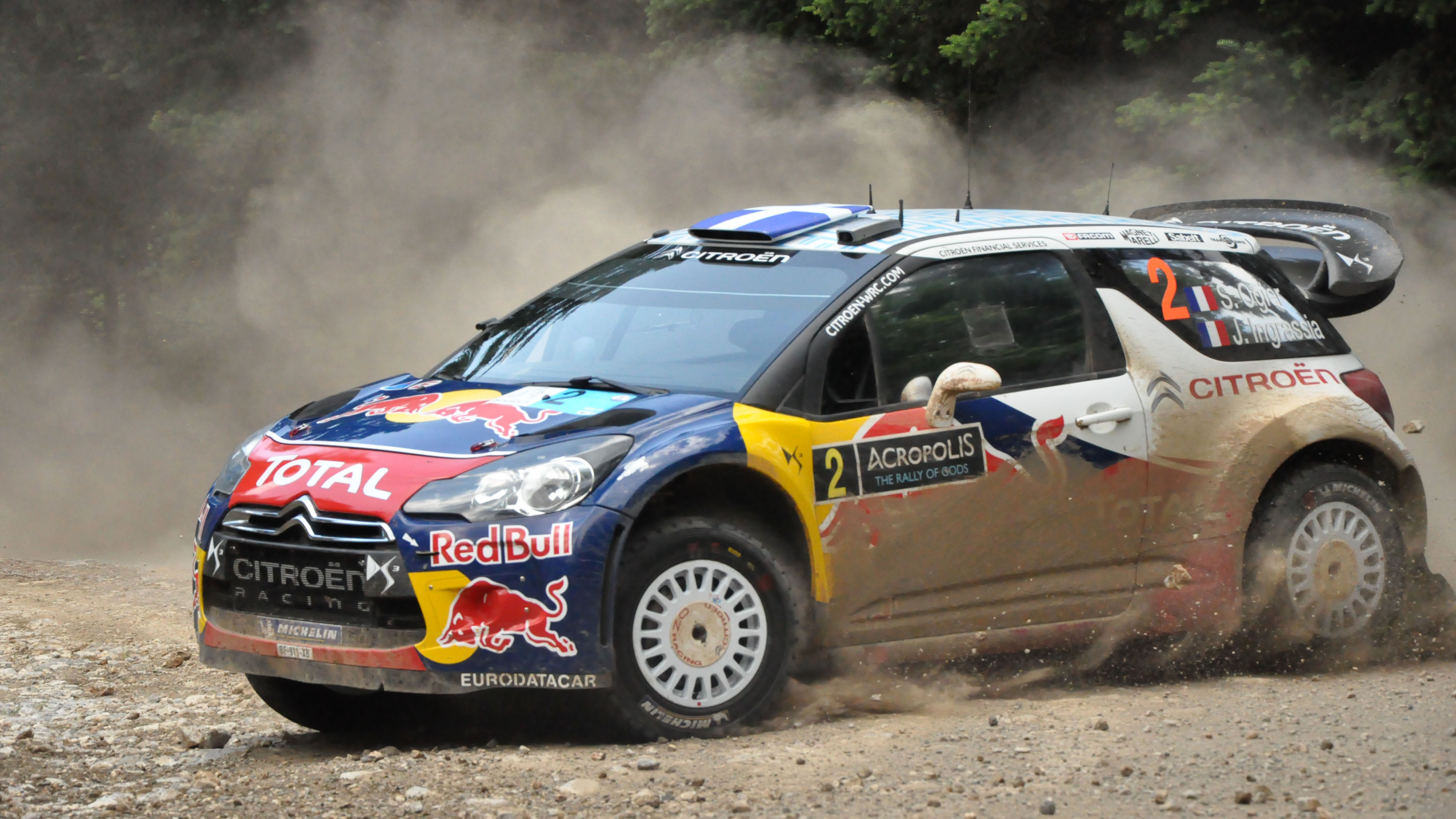
Sébastien Ogier podczas Rajdu Akropolu 2011

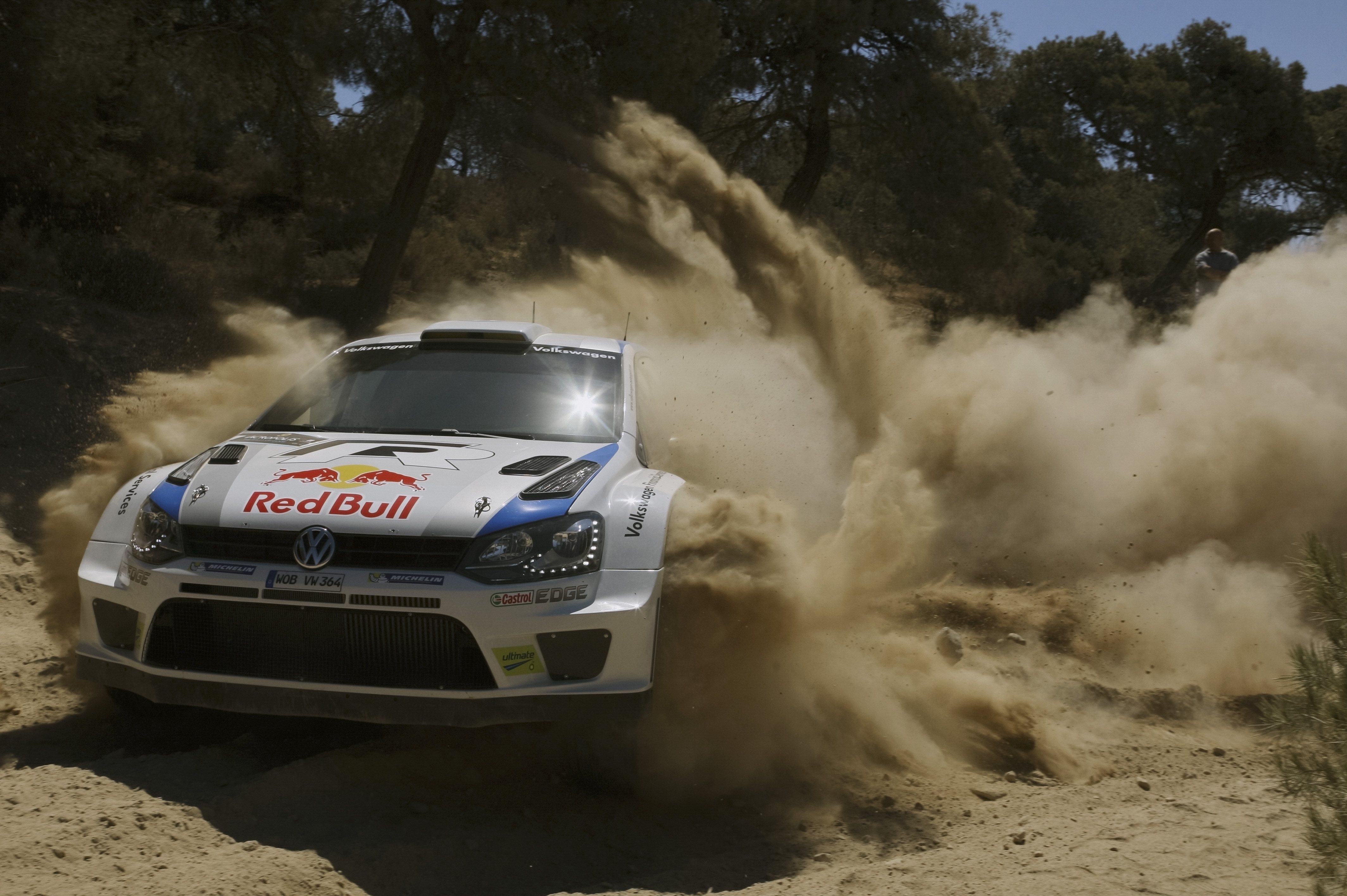
Andreas Mikkelsen podczas Rajdu Akropolu 2013

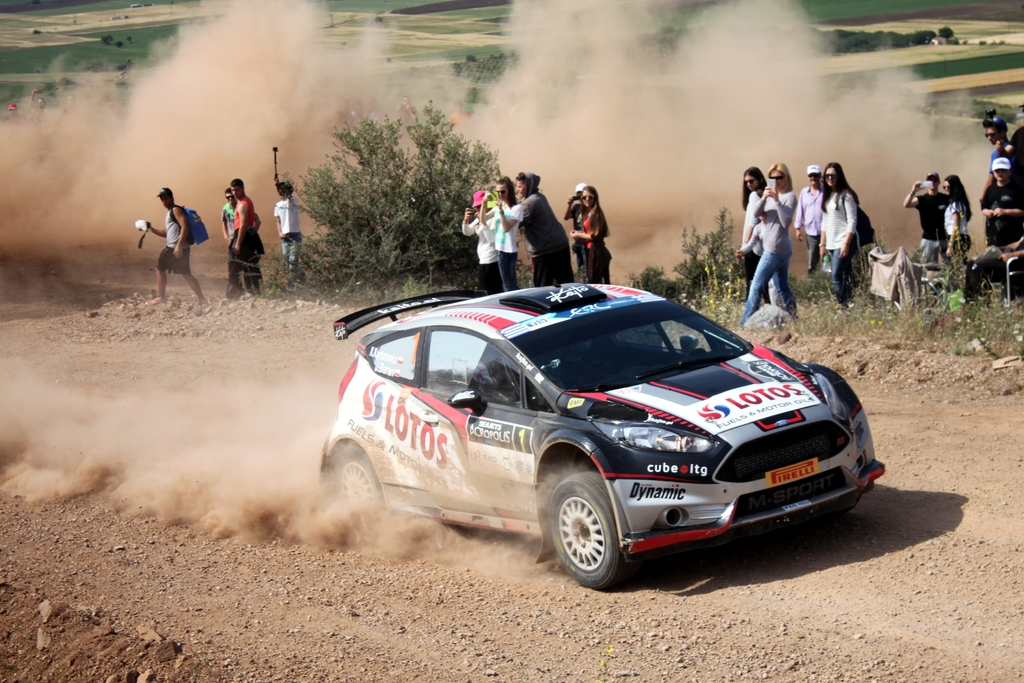
Kajetan Kajetanowicz podczas Rajdu Akropolu 2016

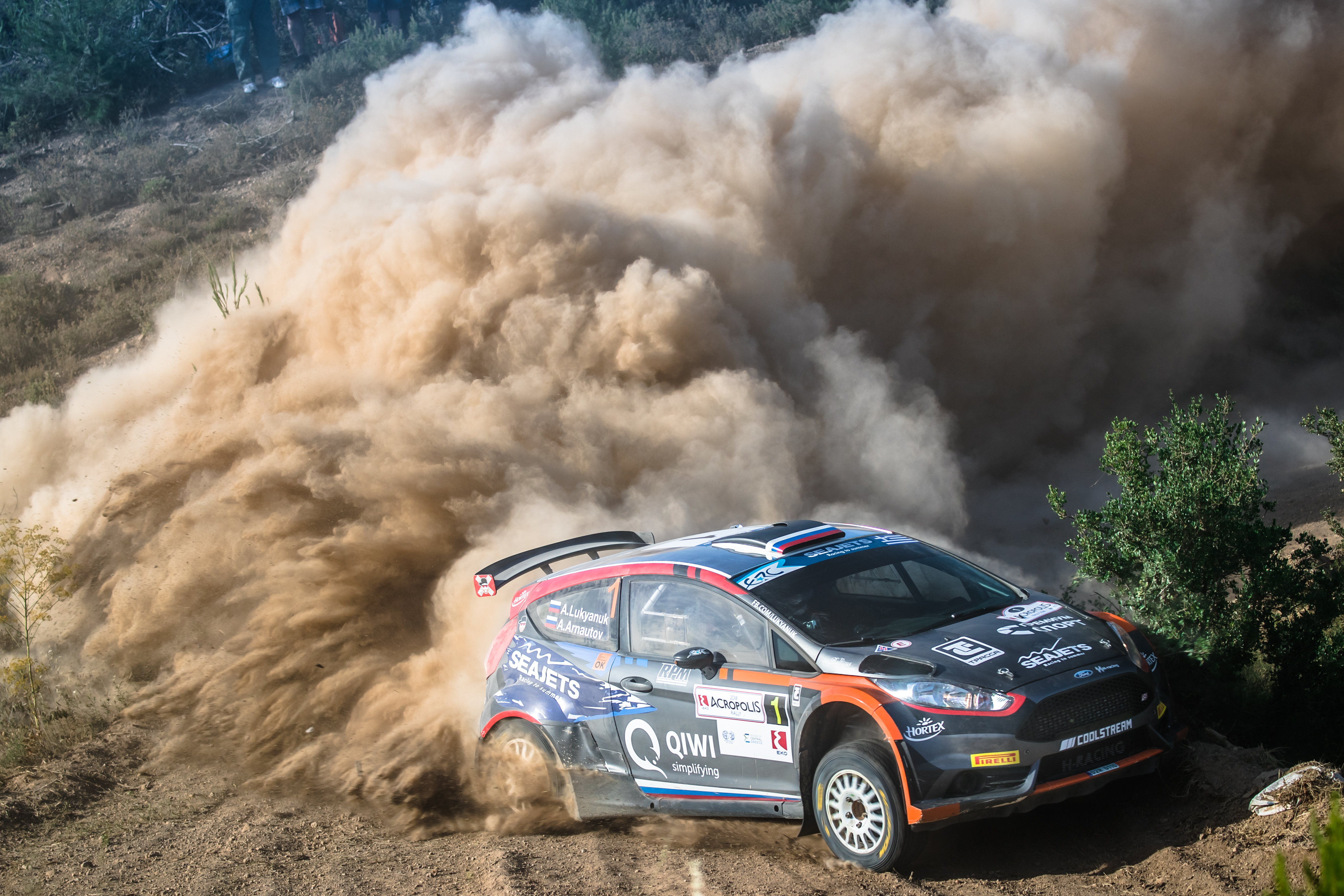
Aleksiej Łukjaniuk podczas Rajdu Akropolu 2018

## Zwycięzcy[1]
| Rok  | Nazwa rajdu                                | Kierowca             | Pilot                 | Samochód                   | Kategoria |
| ---- | ------------------------------------------ | -------------------- | --------------------- | -------------------------- | --------- |
| 1951 | ELPA Rally                                 | Petros Peratikos     | Grecja                | Fiat 1400                  |           |
| 1952 | ELPA Rally                                 | Johnny Pesmatzoglou  | Níkos Papamichail     | Chevrolet                  |           |
| 1953 | 1. Acropolis Rally                         | Nikos Papamichail    | Spiros Dimitrakos     | Jaguar XK120               |           |
| 1954 | 2. Acropolis Rally                         | Pétros Papadópoulos  | Spiros Dimitrakos     | Opel Rekord                |           |
| 1955 | 3. Acropolis Rally                         | Johnny Pesmatzoglou  | M. Papandreou         | Opel Kapitän               |           |
| 1956 | 4. Acropolis Rally                         | Walter Schock        | Rolf Moll             | Mercedes 300 SL            | ERC       |
| 1957 | 5. Acropolis Rally                         | Jean-Pierre Estager  | Lucille Estager       | Ferrari 250 GT             | ERC       |
| 1958 | 6. Acropolis Rally                         | Luigi Villoresi      | Ciro Basadonna        | Lancia Aurelia GT          | ERC       |
| 1959 | 7. Acropolis Rally                         | Wolfgang Levy        | Hans Wenscher         | Auto Union 1000            | ERC       |
| 1960 | 8. Acropolis Rally                         | Walter Schock        | Rolf Moll             | Mercedes 220 SE            | ERC       |
| 1961 | 9. Acropolis Rally                         | Erik Carlsson        | Walter Karlsson       | Saab 96                    | ERC       |
| 1962 | 10. Acropolis Rally                        | Eugen Böhringer      | Peter Lang            | Mercedes 200 SEd           | ERC       |
| 1963 | 11. Acropolis Rally                        | Eugen Böhringer      | Rolf Knoll            | Mercedes 300 SE            | ERC       |
| 1964 | 12. Acropolis Rally                        | Tom Trana            | Gunnar Thermaenius    | Volvo PV 544               | ERC       |
| 1965 | 13. Acropolis Rally                        | Carl-Magnus Skogh    | Lennart Berggren      | Volvo 122 Amazon           | ERC       |
| 1966 | 14. Acropolis Rally                        | Bengt Söderstrom     | Gunnar Palm           | Lotus Cortina              | ERC       |
| 1967 | 15. Acropolis Rally                        | Paddy Hopkirk        | Ron Grellin           | Mini Cooper                | ERC       |
| 1968 | 16. Acropolis Rally                        | Roger Clark          | Jim Porter            | Ford Escort Twin-Cam       | ERC       |
| 1969 | 17. Acropolis Rally                        | Pauli Toivonen       | Martti Colari         | Porsche 911 S              |           |
| 1970 | 18th Acropolis Rally                       | Jean-Luc Thérier     | Marcel Callewaert     | Alpine Renault A110 1600   | IMC       |
| 1971 | 19th Acropolis Rally                       | Ove Andersson        | Arne Hertz            | Alpine Renault A110 1600   | IMC       |
| 1972 | 20th Acropolis Rally                       | Håkan Lindberg       | Helmut Eisendle       | Fiat 124 Sport Spider      | IMC       |
| 1973 | 21st Acropolis Rally                       | Jean-Luc Thérier     | Christian Delferrier  | Alpine Renault A110 1800   | WRC       |
| 1975 | 22nd Acropolis Rally                       | Walter Röhrl         | Jochen Berger         | Opel Ascona                | WRC       |
| 1976 | 23rd Acropolis Rally                       | Harry Källström      | Claes-Göran Andersson | Datsun 160J                | WRC       |
| 1977 | 24th Acropolis Rally                       | Björn Waldegård      | Hans Thorszelius      | Ford Escort RS1800         | WRC       |
| 1978 | 25th Acropolis Rally                       | Walter Röhrl         | Christian Geistdörfer | Fiat 131 Abarth            | WRC       |
| 1979 | 26th Acropolis Rally                       | Björn Waldegård      | Hans Thorszelius      | Ford Escort RS1800         | WRC       |
| 1980 | 27th Acropolis Rally                       | Ari Vatanen          | David Richards        | Ford Escort RS1800         | WRC       |
| 1981 | 28th Acropolis Rally                       | Ari Vatanen          | David Richards        | Ford Escort RS1800         | WRC       |
| 1982 | 29th Acropolis Rally                       | Michèle Mouton       | Fabrizia Pons         | Audi Quattro               | WRC       |
| 1983 | 30th Acropolis Rally                       | Walter Röhrl         | Christian Geistdörfer | Lancia 037 Rally           | WRC       |
| 1984 | 31st Acropolis Rally                       | Stig Blomqvist       | Björn Cederberg       | Audi Quattro A2            | WRC       |
| 1985 | 32nd Acropolis Rally                       | Timo Salonen         | Seppo Harjanne        | Peugeot 205 Turbo 16 E2    | WRC       |
| 1986 | 33rd Acropolis Rally                       | Juha Kankkunen       | Juha Piironen         | Peugeot 205 Turbo 16 E2    | WRC       |
| 1987 | 34th Acropolis Rally                       | Markku Alén          | Ilkka Kivimäki        | Lancia Delta HF 4WD        | WRC       |
| 1988 | 35th Acropolis Rally                       | Miki Biasion         | Tiziano Siviero       | Lancia Delta Integrale     | WRC       |
| 1989 | 36th Acropolis Rally                       | Miki Biasion         | Tiziano Siviero       | Lancia Delta Integrale     | WRC       |
| 1990 | 37th Acropolis Rally                       | Carlos Sainz         | Luís Moya             | Toyota Celica GT-Four      | WRC       |
| 1991 | 38th Acropolis Rally                       | Juha Kankkunen       | Juha Piironen         | Lancia Delta Integrale 16V | WRC       |
| 1992 | 39th Acropolis Rally                       | Didier Auriol        | Bernard Occelli       | Lancia Delta HF Integrale  | WRC       |
| 1993 | 40th Acropolis Rally                       | Miki Biasion         | Tiziano Siviero       | Ford Escort RS Cosworth    | WRC       |
| 1994 | 41st Acropolis Rally of Greece             | Carlos Sainz         | Luís Moya             | Subaru Impreza 555         | WRC       |
| 1995 | 42nd Acropolis Rally of Greece             | Aris Vovos           | Kóstas Stefanis       | Lancia Delta HF Integrale  | 2L WRC    |
| 1996 | 43rd Acropolis Rally of Greece             | Colin McRae          | Derek Ringer          | Subaru Impreza 555         | WRC       |
| 1997 | 44th Acropolis Rally of Greece             | Carlos Sainz         | Luís Moya             | Ford Escort WRC            | WRC       |
| 1998 | 45th Acropolis Rally of Greece             | Colin McRae          | Nicky Grist           | Subaru Impreza WRC         | WRC       |
| 1999 | 46th Acropolis Rally of Greece             | Richard Burns        | Robert Reid           | Subaru Impreza WRC         | WRC       |
| 2000 | 47th Acropolis Rally                       | Colin McRae          | Nicky Grist           | Ford Focus WRC             | WRC       |
| 2001 | 48th Acropolis Rally                       | Colin McRae          | Nicky Grist           | Ford Focus WRC             | WRC       |
| 2002 | 49th Acropolis Rally                       | Colin McRae          | Nicky Grist           | Ford Focus WRC             | WRC       |
| 2003 | 50th Acropolis Rally                       | Markko Märtin        | Michael Park          | Ford Focus WRC             | WRC       |
| 2004 | 51st Acropolis Rally                       | Petter Solberg       | Phil Mills            | Subaru Impreza WRC         | WRC       |
| 2005 | 52nd Acropolis Rally                       | Sébastien Loeb       | Daniel Elena          | Citroën Xsara WRC          | WRC       |
| 2006 | 53rd BP Ultimate Acropolis Rally of Greece | Marcus Grönholm      | Timo Rautiainen       | Ford Focus WRC             | WRC       |
| 2007 | 54th BP Ultimate Acropolis Rally of Greece | Marcus Grönholm      | Timo Rautiainen       | Ford Focus WRC             | WRC       |
| 2008 | 55th BP Ultimate Acropolis Rally of Greece | Sébastien Loeb       | Daniel Elena          | Citroën C4 WRC             | WRC       |
| 2009 | 56th Acropolis Rally of Greece             | Mikko Hirvonen       | Jarmo Lehtinen        | Ford Focus WRC             | WRC       |
| 2011 | 57th Acropolis Rally of Greece             | Sébastien Ogier      | Julien Ingrassia      | Citroën DS3 WRC            | WRC       |
| 2012 | 58th Acropolis Rally of Greece             | Sébastien Loeb       | Daniel Elena          | Citroën DS3 WRC            | WRC       |
| 2013 | 59th Acropolis Rally of Greece             | Jari-Matti Latvala   | Miikka Anttila        | Volkswagen Polo R WRC      | WRC       |
| 2014 | 60. Acropolis Rally of Greece              | Craig Breen          | Scott Martin          | Peugeot 208 T16            | ERC       |
| 2015 | 61. Seajets Acropolis Rally                | Kajetan Kajetanowicz | Jarosław Baran        | Ford Fiesta R5             | ERC       |
| 2016 | 62. Seajets Acropolis Rally                | Ralfs Sirmacis       | Arturs Šimins         | Škoda Fabia R5             | ERC       |
| 2017 | 63. Seajets Acropolis Rally                | Kajetan Kajetanowicz | Jarosław Baran        | Ford Fiesta R5             | ERC       |
| 2018 | 64. EKO Acropolis Rally                    | Bruno Magalhães      | Hugo Magalhães        | Škoda Fabia R5             | ERC       |
| 2021 | 65. EKO Acropolis Rally of Gods            | Kalle Rovanperä      | Jonne Halttunen       | Toyota Yaris WRC           | WRC       |
| 2022 | 66. EKO Acropolis Rally of Gods            | Thierry Neuville     | Martijn Wydaeghe      | Hyundai i20 N Rally1       | WRC       |
| 2023 | 67. EKO Acropolis Rally Greece             | Kalle Rovanperä      | Jonne Halttunen       | Toyota GR Yaris Rally1     | WRC       |
| 2024 | 68. EKO Acropolis Rally                    | Thierry Neuville     | Martijn Wydaeghe      | Hyundai i20 N Rally1       | WRC       |
| 2025 | 69. EKO Acropolis Rally                    | Ott Tänak            | Martin Järveoja       | Hyundai i20 N Rally1       | WRC       |

- IMC - Międzynarodowe Mistrzostwa Konstruktorów
- WRC - Rajdowe mistrzostwa świata
- ERC - Rajdowe Mistrzostwa Europy
- 2L WRC - Dwulitrowy Rajdowy Puchar Świata